# Prezydent (diament)
Prezydent Vargas – największy diament brazylijski, jego masa wynosi 725,6 kr. Został znaleziony w 1938 r. w Patrocinio w stanie Minas Gerais.
Został przewieziony do Nowego Jorku, gdzie podzielono go na 29 kamieni, z których największy ważył 48,3 kr. Wartość całego diamentu oszacowano na 750 tysięcy dolarów.